# Közlekedési lámpa

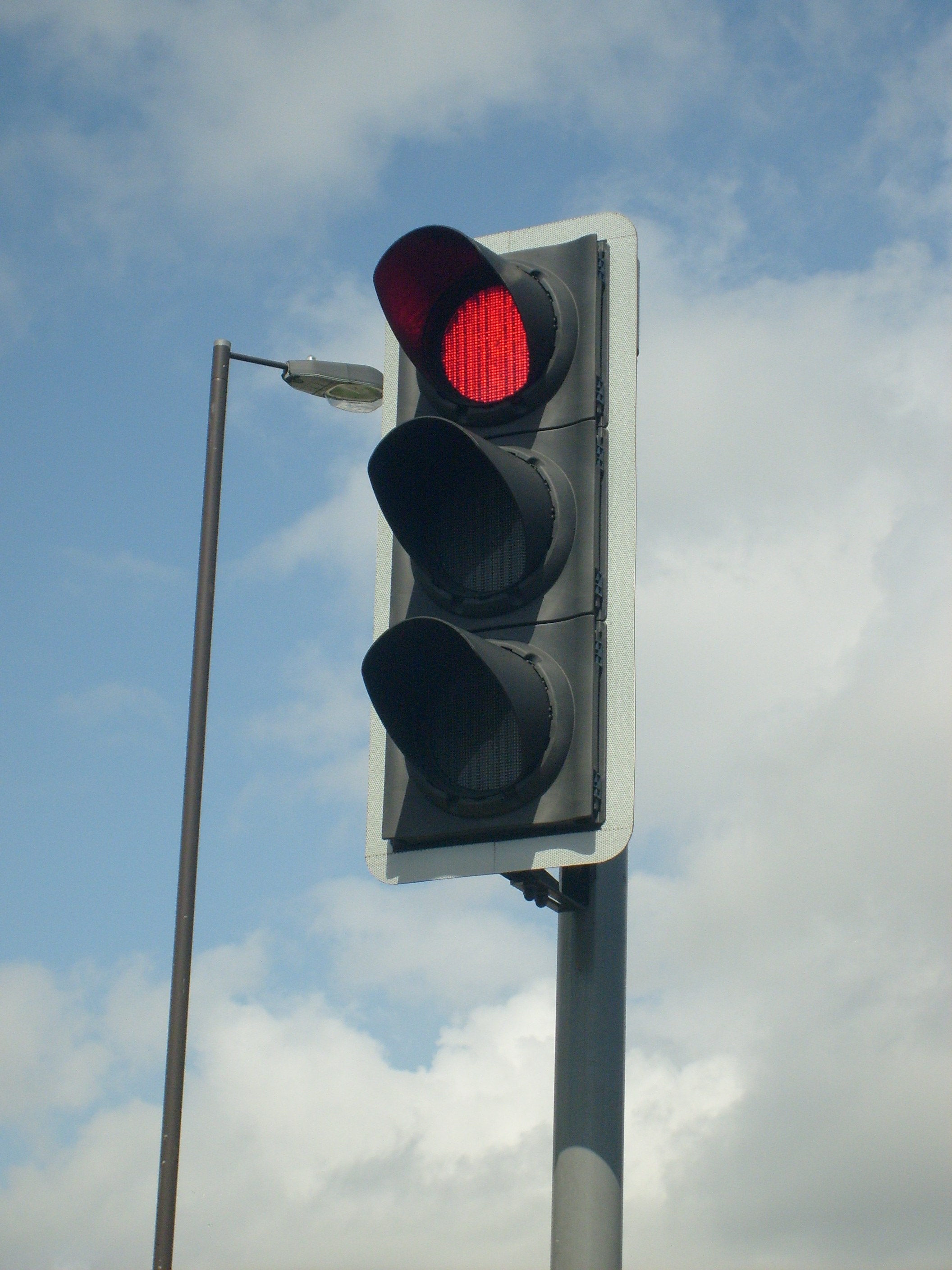
Közlekedési lámpa az angliai Portsmouthban, amit a Siemens Helios gyártott

A közlekedési lámpa (más néven közlekedési jelzőlámpa, jelzőlámpa, közúti jelző, szemafor vagy régiesen villanyrendőr) olyan elektromos jelzőberendezés, melynek segítségével az utakon szabályozható a közlekedés lefolyása. A közlekedési lámpa alapvetően egy megjelenítő (jelző) eszköz, amelyet mindig egy ún. forgalomirányító berendezés vezérel, amely jellemzően a jelzőlámpa testén kívül helyezkedik el (tipikusan egy külön szekrényben a lámpa közelében). A városokban világszerte alkalmazzák a forgalomban résztvevők közlekedésének szabályozására forgalmas útkereszteződésekben és gyalogos átkelőhelyeken. A közlekedésben résztvevők általános érvényű, egyoldalúan szabályozott elsőbbségi haladása (pl. jobbkéz-szabály) miatt, kialakulhatnak torlódások a forgalmi kereszteződésekben, és ezek megelőzésére, az irányonként ütemezett haladás biztosítása érdekében kiválóan alkalmas a forgalom működésének fenntartására.
Elfogadott az oszlopon elhelyezett háromszínű változata: piros, sárga és zöld világító színvilággal ellátott fényjelzés, mely sorrendjében is követi ezt fentről lefelé, ezáltal a színvakoknak is lehetővé téve felismerését. A világító piros fény a kötelezően történő megállást, a zöld pedig a haladást jelenti, a sárga a veszély felhívására vagy a másik két színre történő átváltást (forgalmi rendben történő változást) jelezheti előre (a sárga használata országonként eltérhet).
A közlekedési lámpa alapesetben a gépjárművek és gyalogosok áthaladását szabályozzák útkereszteződésekben, de lehet specifikált változata is. Az útkereszteződések bonyolultsága és esetleges speciális közlekedési szabályok miatt egyes országokban a közlekedési lámpa használata eltérhet. Okozhatják az eltérést például gyalogosok, kerékpárosok, állatok, buszok, villamosok közlekedése miatti különbségek, valamint az irányváltásra vonatkozóan elsőbbségadást érintő eltérő szabályozás.
Magyarországon négyféle jelzése van a közlekedési lámpáknak: piros, piros-sárga, zöld és sárga. Számos országban azonban nincs piros-sárga jelzés, hanem egészen a zöld jelzésre váltás előtti pillanatig csak a piros lámpa ég. Ennek oka, hogy a piros-sárga lámpák megszüntetése csökkenti a balesetek számát, mivel a sofőrök így nem indulnak el a jelzőlámpa zöldre váltása előtt – szemben a magyarországi helyzettel, ahol sok sofőr elindul már a piros-sárga jelzéskor. A gyalogosoknak két lámpa három jelzést mutat: felül piros egy álló ember-szimbólummal, alul zöld egy sétáló ember-szimbólummal, majd ennek villogó változata, ami figyelmeztet a közeledő pirosra és a gyalogosok átkelésének befejezésére.
Egyes országokban – például Ausztriában – a zöld fázis végén ugyancsak villogó zöld jelzés jelzi, hogy másodperceken belül sárga, majd piros jelzés következik, hasonlóan a gyalogos lámpákhoz. A villogó zöld jelzés elősegíti a forgalom biztonságosabb áramlását, mivel segít a balesetek számának csökkentésében. A zöld lámpa után a villogó zöld figyelmeztetés a sofőrök számára azt jelzi, hogy a lámpa hamarosan sárgára, majd pirosra vált, így a villogó zöld jelzés kellő időt ad a sofőröknek, hogy döntsenek arról, hogy biztonságosan át tudnak-e még haladni pirosra váltás előtt a kereszteződésen, elkerülve a sárgán áthajtást, ami gyakran balesetekhez vezet. Ha úgy mérik fel a sofőrök, hogy már nem tudnak biztonságosan áthaladni a kereszteződésen, akkor felkészülhetnek a megállásra, csökkentve a hirtelen fékezések esélyét. Ausztriában a sárga jelzés előtt négyszer villan a zöld lámpa; a villogó zöld jelzés sikeresen működik, és a tapasztalatok alapján a közlekedési helyzetek kezelése gördülékenyebb. A villogó zöld jelzés fokozza a biztonságot, különösen forgalmas kereszteződésekben. A sofőrök számára világos jelzéseket ad, ezáltal csökkentve a figyelmetlenségből adódó balesetek kockázatát.

## Története

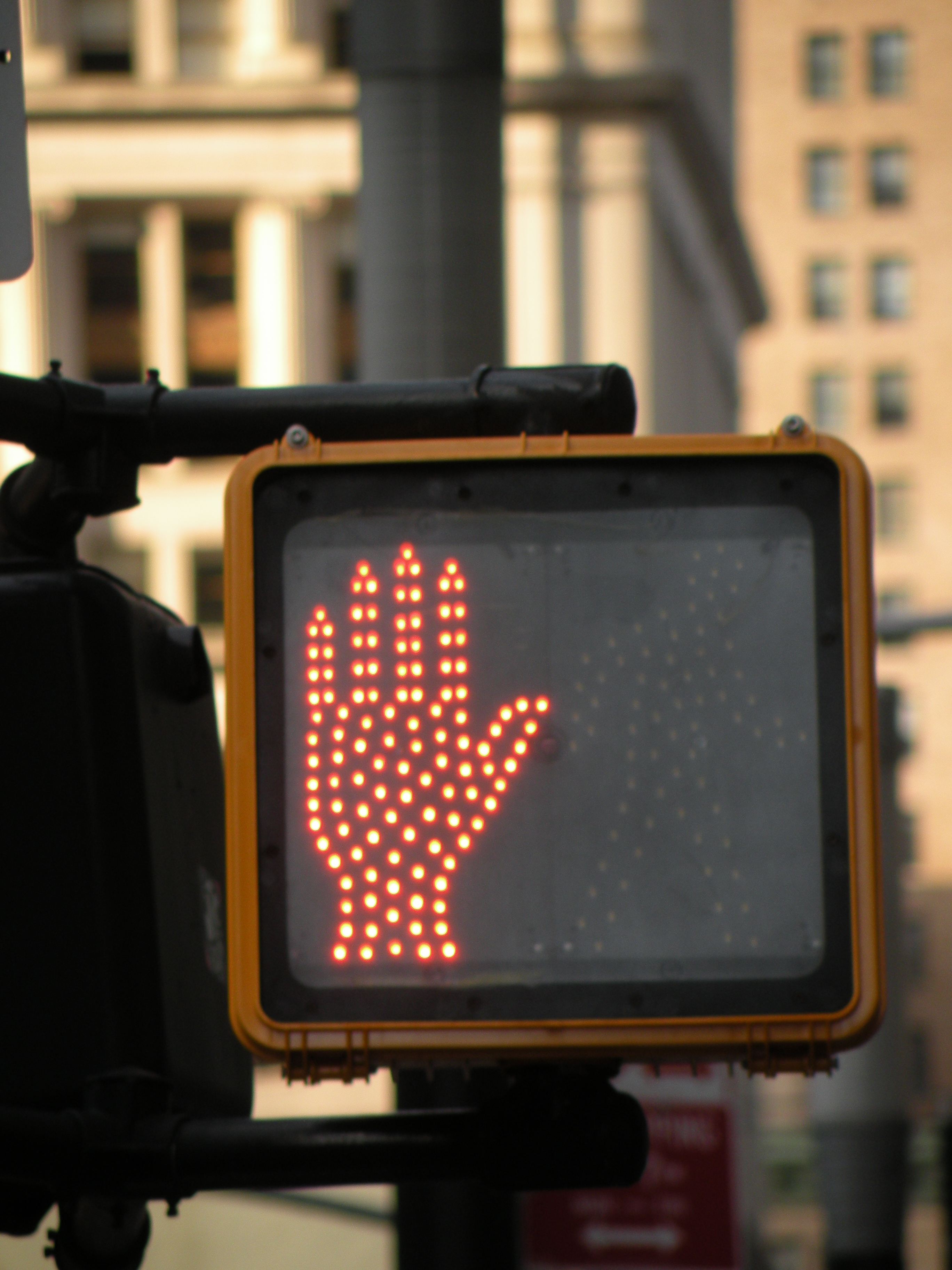
Gyalogos közlekedési lámpa New Yorkban, melyen piros színű tenyér jelzi, hogy tilos az átkelés

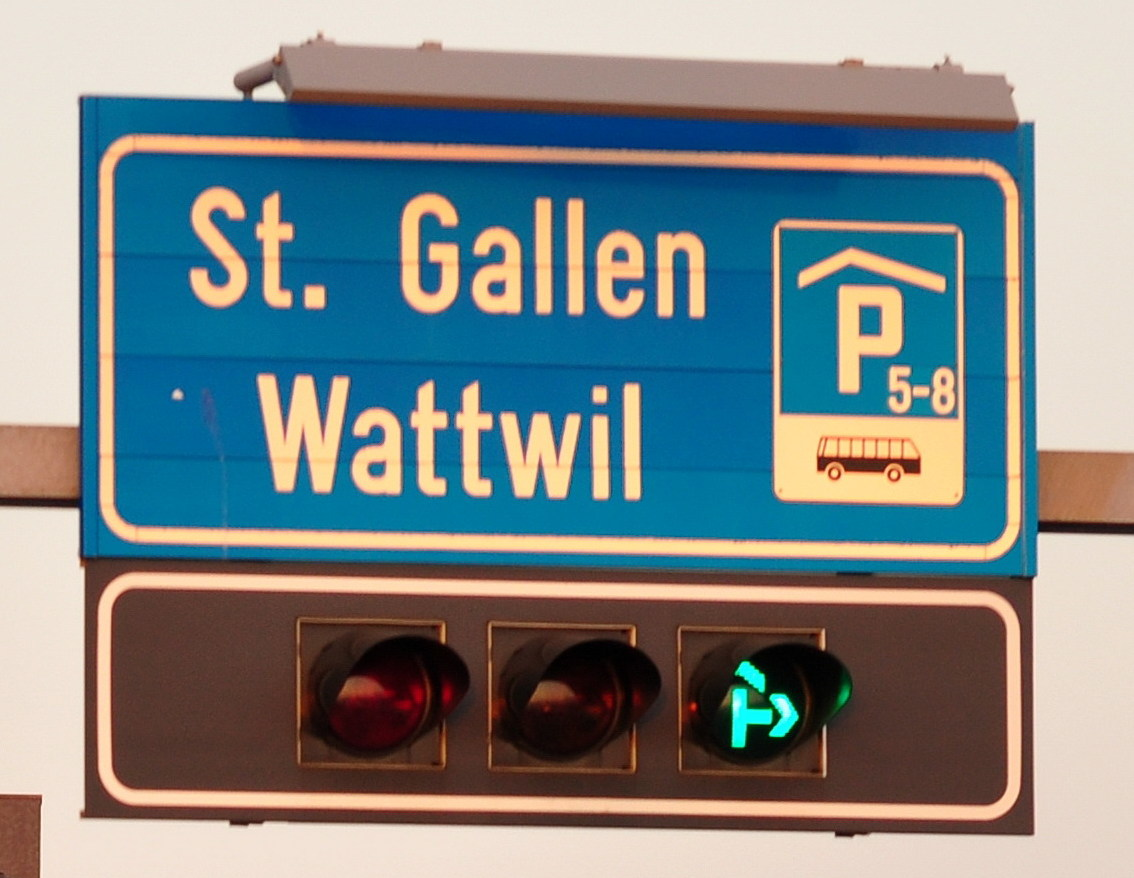
Vízszintes közlekedési lámpa a svájci Rapperswilben

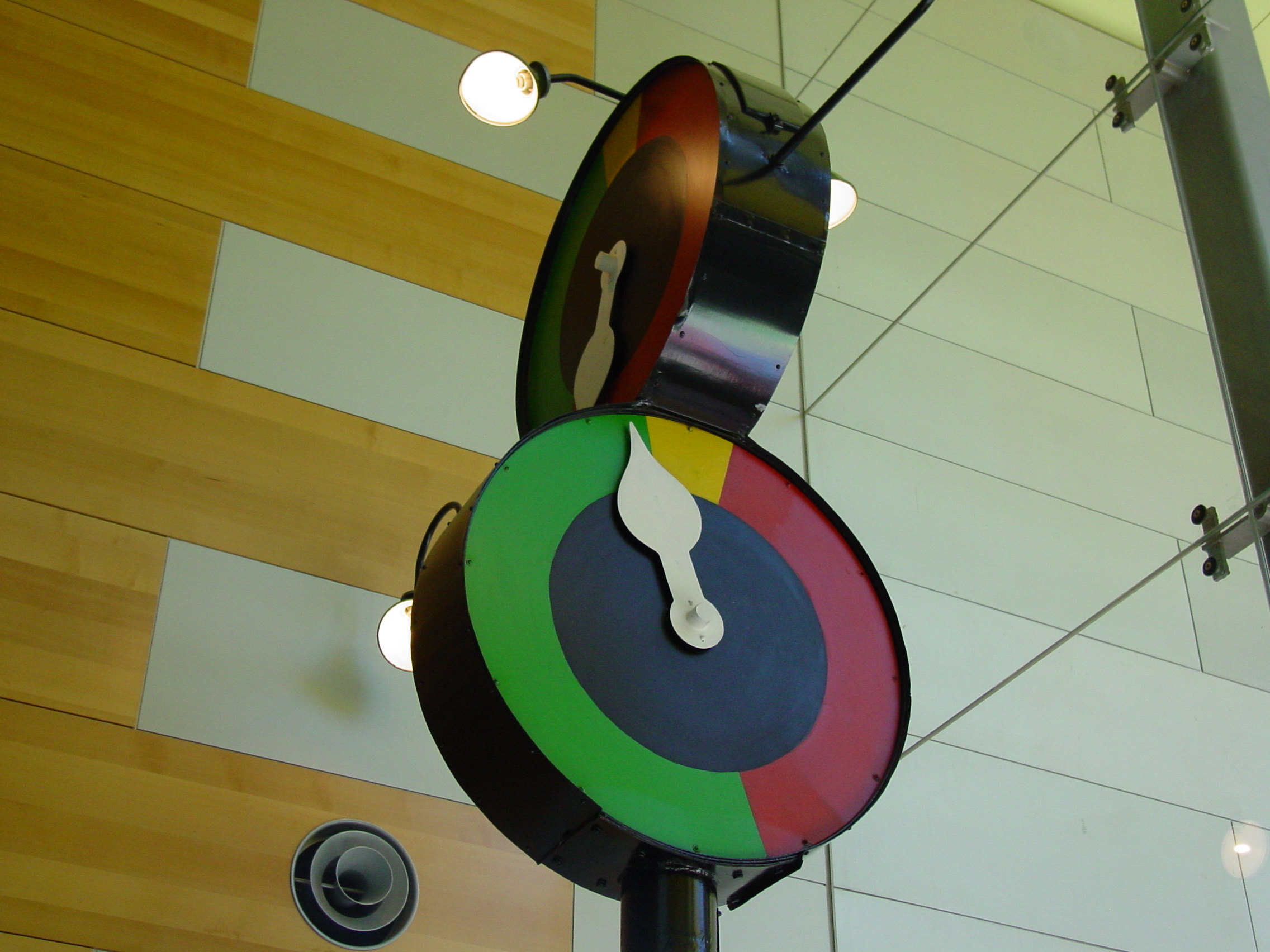
Marshalite közlekedési jelző óra, melyet korábban Ausztráliában, Melbourne-ben használtak

Az első közlekedési lámpát 1868. december 10-én helyezték forgalomba Londonban, a Westminster-palota előtti Great George Street és a Bridge Street kereszteződésben. Feltalálója John Peake Knight nottinghami vasútmérnök volt. A jelzőberendezés hasonlított a vasúti közlekedésben akkor alkalmazott szemaforhoz és éjszakai használatban piros és zöld fényjelzését gázüzemű lámpái biztosították. A gázlámpa fényét egy kar mozgásával úgy szabályozták, hogy az eltakarta az éppen nem szükséges fényt adó részt, működtetését a forgalmi kereszteződésben szolgáló rendőr üzemeltette. A lámpa 1869. január 2-án felrobbant és a szolgálatban lévő rendőr meg is sérült a balesetben.
A modern elektromos közlekedési lámpa amerikai találmány, az elsőt Carlton Cole Magee készítette 1932-ben, és 1935-ben az USA-ban, Oklahoma városában helyezték üzembe. Ennél korábban is használtak az Egyesült Államokban közlekedési lámpát, 1912-ben Salt Lake Cityben egy rendőr találmányaként alkalmazták az első zöld-piros elektromos lámpát. Ennek a lámpatípusnak az első forgalomba hozott változatát 1914. augusztus 5-én telepítette az Amerikai Közlekedési és Távközlési Vállalat Clevelandben az East 105 Street és a Euclid Avenue útkereszteződésében. A lámpa két színe – a piros és a zöld – mellett egy berregő berendezés keltette hangjelzés szolgálta a figyelemfelhívást a szín és egyúttal a forgalmi rend változására. A lámpa különlegessége volt, hogy a rendőrség és a tűzoltóság is át tudta állítani vészhelyzet (riasztásuk) esetén.
Az első, három színt használó közlekedési lámpát 1920-ban William Potts rendőrtiszt készítette el Michigan államban, Detroitban. 1923-ban Garrett Morgan szabadalmaztatott saját készítésű közlekedési lámpát. A legtovább működő közlekedési lámpát az USA-ban Ohio államban, Ashvilleben használták, ahol 1982-ig működött egy forgalmas kereszteződésben, majd végül a helyi múzeumba került. Az első összekapcsolt közlekedésilámpa-hálózatot 1917-ben Salt Lake Cityben építették ki; ez 6 részegységből állt, és ember irányította. Automata vezetési módban üzemelő készüléket első alkalommal 1922 márciusában Texas államban, Houston városában mutattak be. Az első, kísérletképpen üzemelő közlekedési lámpát Angliában 1927-ben Wolverhamptonban állították üzembe.

### A villanyrendőr Magyarországon
Magyarországon az első berendezést  1926. december 23-án  Budapesten a Nagykörút és a Rákóczi út kereszteződésénél állították fel, az EMKE csomópontnál. A villanyrendőr elnevezés találó volt, mivel ekkor  még valóban egy  rendőr állt  a kereszteződés közepén, akinek a feje fölött lógott a kötelekkel a környező házakra függesztett jelzőlámpa, ezt a rendőr egy rúd elforgatásával tudta állítani. Az eredeti villanyrendőri  megoldás ekkora már elavulttá vált hiszen az automata jelzőlámpák már 1922-ben megjelentek az USA-ban.
1938-ban a Szent István körúton adták át az első oszlopon álló lámpát. Az 1940-es évek elején már 40 csomópontban irányították a közlekedést lámpákkal. 1943-ban a Szent István körúton hangolták össze először több lámpa működését. 1959-ben Miskolcon készítették el az első vidéki jelzőlámpás irányítást.

#### Korabeli fogadtatás a budapesti sajtóban
A szenzációs technikai fejlemény érthető módon foglalkoztatta a közvéleményt, és politikai beállítottságuktól függetlenül a sajtópaletta megannyi szereplője érintette a témát. A tárgyilagos, szakszerű tájékoztatástól kezdve a fanyalgáson vagy lelkendezésen át, egészen az értetlenkedésig vagy épp a viccelődésig terjedt az újságok beszámolóinak sora. Ízelítő a – jobbára névtelen – zsurnaliszták cikkeiből.
A napokban üzembehelyezik a Rákóczi út forgalmi lámpáit
A Rákóczi út és a Nagykörút keresztezésénél érdekes alkotmány tereli magára az arrahaladók figyelmét. A keresztezés közepén, magasan, a felsővezeték felett négylángú villanylámpa van elhelyezve, mely első darabja a felállításra kerülő jelzőlámpáknak. A lámpát a keresztezés közepén álló közlekedési rendőr fogja kezelni, akinek részére kis szigetet is építenek. A lámpa különböző színű fényjelei mindenesetre nagy haladást fognak jelenteni a pesti forgalom lebonyolításában, hiszen az esti szürkület beálltával szinte lehetetlen a forgalmi rendőrök közjeleit meglátni.

Illetékes helyen úgy informálták lapuinkat, hogy a lámpa üzembehelyezése csupán napok kérdése, ha az új rendszer beválik, úgy az összes nagyobb forgalmú csomópontokat hasonló lámpával szerelik fel.
Zöld fény, sárga fény, vörös fény. A főkapitány rendelete az Erzsébet körúti jelzőkészülékről
Néhány nap óta nagy feltűnést kelt a Rákóczi út és a Nagykörút keresztezésénél felállított úgynevezett "villanyrendőr", amelynek az a hivatása, hogy a főváros eme legforgalmasabb pontján lebonyolódó nagy forgalmat megfelelő módon szabályozza. A Rákóczi út és Nagykörút kereszteződésének közepén kerek vasszigetet állítottak fel, ez a vassziget alul vörös lámpákkal van megvilágítva, közvetlenül efölött pedig a villanyvezetékekkel egy magasságban van a közlekedést szabályozó villanylámpaszerkezet.
Marinovich Jenő főkapitány ma falragaszokon közli a főváros közönségével azt a rendeletét, amelyben részletesen szabályozza ennek a Rákóczi út és Nagykörút kereszteződésénél lebonyolódó nagy forgalmat szabályozó villamosjelzőkészüléknek a kezelési módját.
A főkapitánynak ez a rendelete közli, hogy a villamosjelzőkészülék jelzéseit nemcsak a járművezetők kötelesek figyelembe venni, hanem a gyalogjárók is. A jelzőkészülék váltakozó sorrendben, zöld, sárga, vörös, majd sárga, zöld, vörös stb. fényt jelez.
A sárga fény: Vigyázat, menet! Irányváltozást jelent.
A zöld fény a szabad közlekedés jelzésére szolgál.
A sárga fény felvillanása esetén az utca kereszteződésénél levő járművek és gyalogosok a kocsiúttestszakaszt kiüríteni tartoznak.
Azok a járművezetők és gyalogosok, akik a sárga fény felvillanásakor még nem érték el az uccakereszteződést, az újabb szabadjelzés adásáig az uccakereszteződés előtt, a gyalogosok pedig a gyalogjárón tartoznak várakozni.
A vörös fény: vigyázat, állj! jelzésére szolgál.
A vörös fénnyel a kocsiúttestet a járműközlekedés és az ezen járművekkel egyirányúan haladó gyalogközlekedés elől elzárják. A járművezetők a vörös jelzésre olyan távolságban kötelesek a gyalogközlekedők részére fentartott úttest előtt megáldani, hogy az úttest teljes szélességében álljon a gyalogközlekedés céljaira.
A gyalogközlekedőknek az utcakereszteződésnél csak a kocsiközlekedéssel párhuzamosan és mindig az úttestre merőleges irányban szabad átmenni, a forgalmat keresztezni tilos.

Közli végül a főkapitány rendelete, hogy azokat, akik e rendelkezések ellen vétenek, 50.000 koronáig terjedhető pénzbüntetéssel vagy ennek meg nem fizetése esetén megfelelő tartamú elzárással büntetik meg.
Ki áll amott a pléhtetőn...
Előkelő közönség nézte végig a villanyrendőr leleplezését
A nagykörúti villanyrendőr felavatásán hamisítatlan premierhangulat uralkodott. Az estélyi ruhás dámákat, a frakkos arszlánokat sarki kofák és a hidegtől elgémberedett hózentrágerárusok pótolták, akik csodálkozva, de annál intenzívebb kritikával figyelték a színek, a fény pazar orgiáját. Óriási sikere volt a felavatási szertartás kellékének, a mázsás durungnak, mely az éjszakai órákban átvándorol a Nemzeti Színház raktárába. A pompát nagyban emelte az a csengettyű, mely a színek változását van hivatva bejelenteni és melynek mélabúsan nyekergő hangja valódi békebeli karácsonyesti hangulatot varázsolt a pesti aszfalt csatornagőztől illatos arcára.
Valljuk meg őszintén, a villanyrendőr, a modern kor gépembere, a Zrínyi-sisakos robot csupán bámulatot aratott, sikert egyelőre kevesebbet, legalább is a szakértők szomorkodva csóválták fejüket.
A villanyrendőr működése tökéletes volt, de a torlódó autók, stráfkocsik, gyühék és miegyebek torlódása sem nélkülözte a tökéletességet, hosszú, fekete, végeláthatatlan sorban állottak végig a körúton, várva a megváltó zenei és színbeli jelzést. Sokan ásítottak, többen dühöngtek, sőt az egyik kocsi mélyéből hortyogás is csendült ki. A váltás szertartása hosszadalmas, előbb csengetnek, majd birizgálják a durungot, mely nem mindig akar kötélnek állani. Jó volna legalább egy durungpiszkálót és -nokot is beszerezni, ami megkönnyítené a fődurungos munkáját. Ha a csengő, a durungos és durungja működik, ha a világ négy táján, illetve az útkeresztezésen elhelyezett nyolc kézlegyintő is elvégzi dolgát, úgy végre megindulhat a feltorlódott járművek falanksza. Meg is kérdezte az egyik bámuló szomszédját:
– Mi a csudának csengetnek ezek a görögtűz mellé?
Szomszédja kissé csodálkozik majd gondolkodás nélkül kajánul rávágja:

– Hát hogy a soffőrök felébredjenek szendergésükből!

## Eltérések a  közlekedési lámpák jelzései között

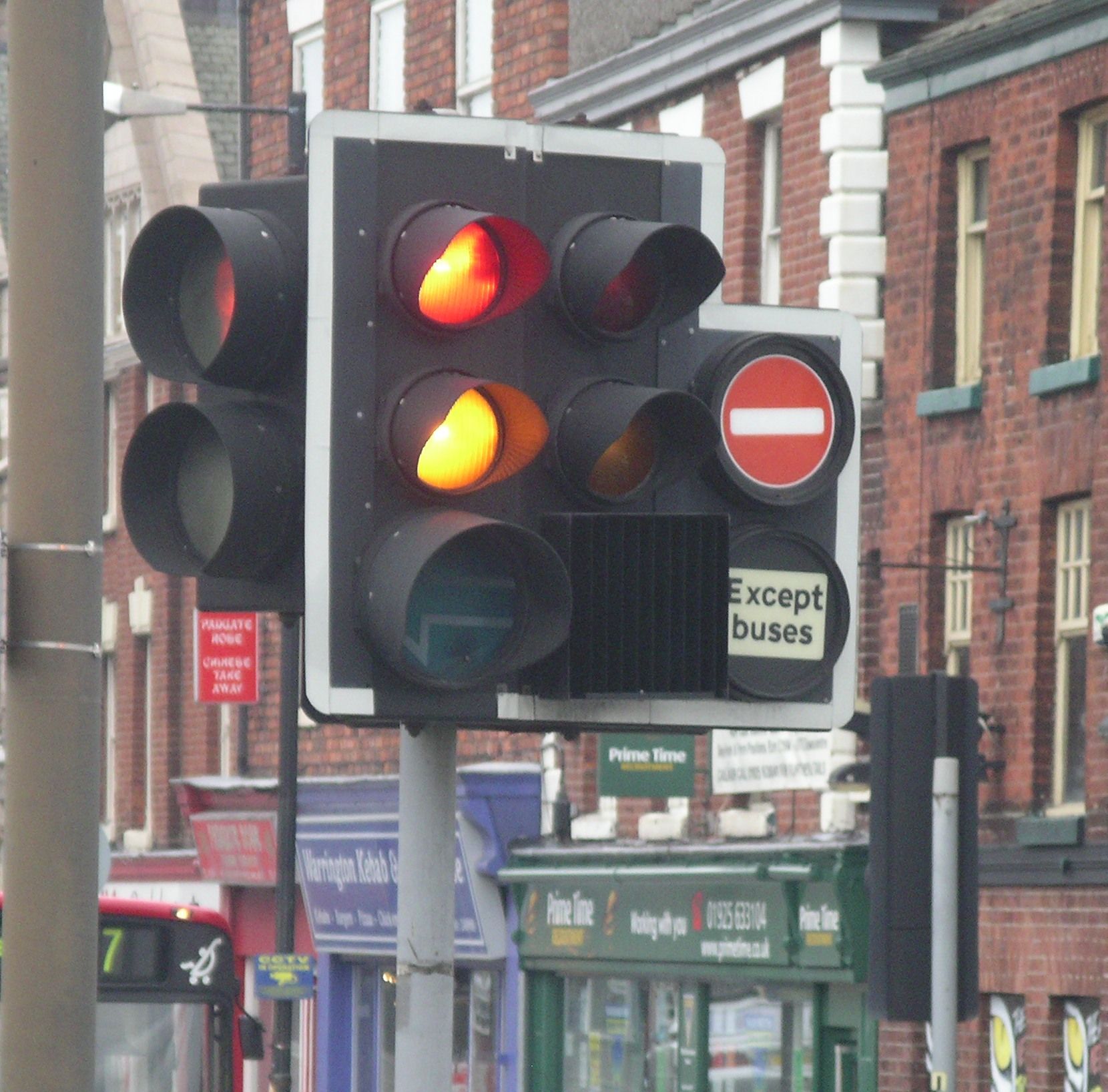
A közlekedési lámpát kiegészíthetik különböző segédlámpákkal például a buszok forgalmának gyorsabb szabályozására. A képen látható berendezés az Egyesült Királyságban, Warringtonban található

Különböző régiókban a közlekedési lámpák működése is különböző lehet, vagy a gyártási technológiából adódóan különböző működési elvet követhet. A villamosok és a vonatok közlekedését is segíthetik a kereszteződésekben különböző speciális forgalmi lámpák. Példa még a különbözőségre a Kanadában használt egyfényű villogó zöld lámpa, mely jelzi az autóval közlekedőknek, hogy elsőbbségük van balra kanyarodáskor a szembejövő haladókkal szemben és nem közlekedhetnek ekkor a gyalogosok sem.

### Háromfényű lámpák

Animáció a háromfényű közlekedési lámpa működésére (a piros-sárga jelzés nélkül)

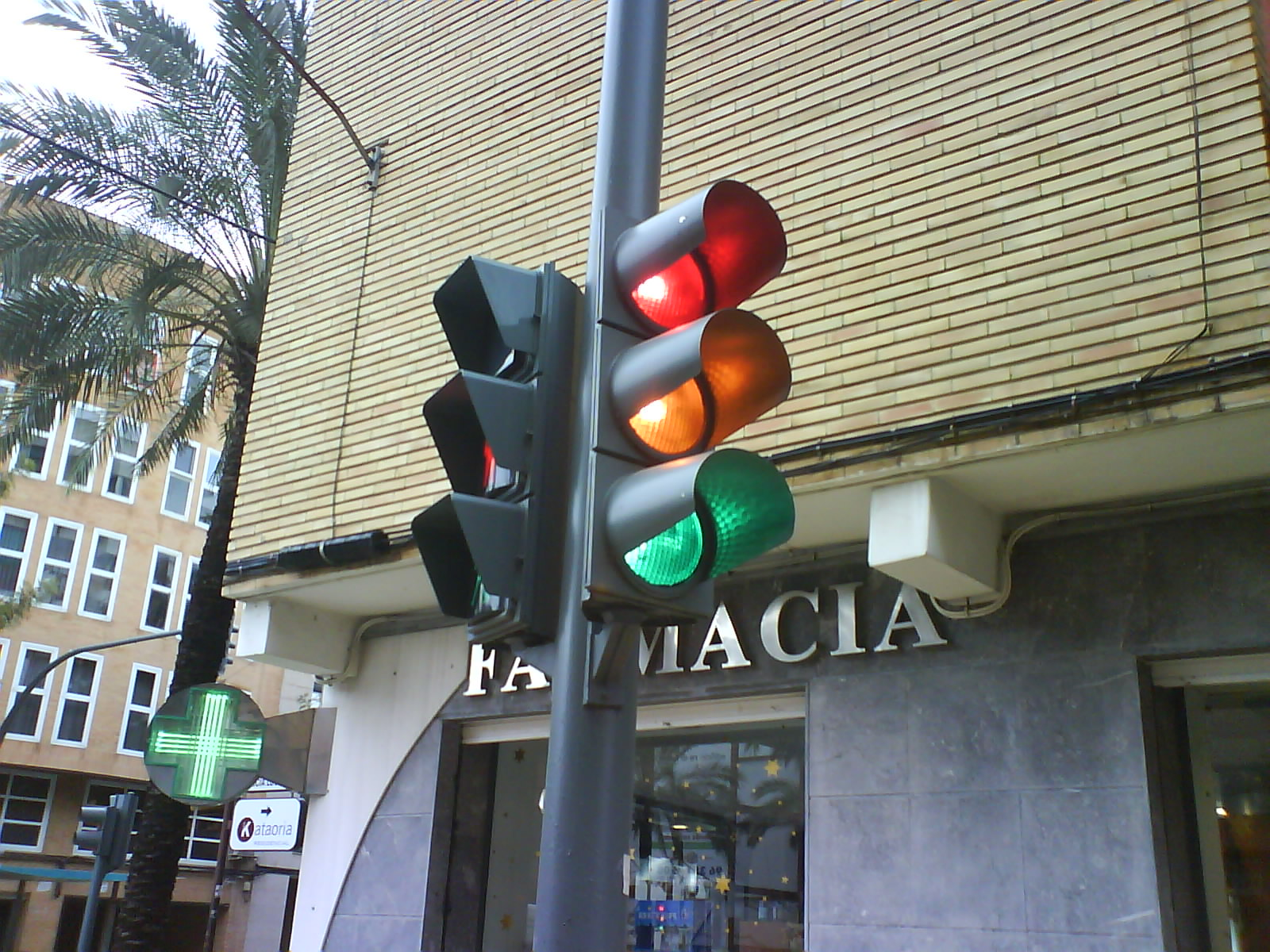
Tipikus spanyolországi lámpa, mely mutatja mind a három színjelzést

Az általános elfogadott szabvány szerinti három fény színe a piros, a zöld és a középen elhelyezett sárga. Ha vízszintesen helyezik el őket, akkor a piros a bal oldalán van a zöldnek. Felszerelését az adott ország közlekedési szabályai határozzák meg, de befolyásoló tényező, hogy melyik oldalon (jobb vagy bal) történik a közlekedés.

### Szabad és tilos jelzés sorrendje
A legtöbb országban – így Magyarországon is – a zöld a szabad (mehetsz!), a sárga „készülj fel a megállásra”, a piros pedig az álljt jelenti. Oroszországban, Szerbiában, Bosznia-Hercegovinában, Ausztriában, Izraelben, valamint Kanada és Mexikó bizonyos területein pár másodpercig a zöld fény villog és utána a sárga jön. Új-Zélandon és Kanadában a sárga jelzésnél is meg kell állni, mert ellenkező esetben könnyen balesetet okozhatunk. Az Egyesült Királyságban a sorrend zöld (mehetsz!), sárga (állj!) és piros (állj!).

### Tilos és szabad jelzés sorrendje
Jellemzően használt sorrendben a piros (állj!), a zöld (mehetsz!), de van, ahol ez kiegészül a sárga (felkészülés a forgalmi változásra!) jelzéssel. Németországban, Oroszországban és Magyarországon is más a sorrend: piros (állj!), piros és sárga együtt (állj, felkészülés a haladásra), zöld (mehetsz!).

### Villogó sárga fényjelzés
A villogó sárga fényt a nagyobb útkereszteződések és veszélyes kanyarok esetén a veszélyre felhívó jelzésként több országban használják, így Magyarországon is. Ezen túlmenően az elsőbbségre, esetleg a magasabb rangú útkereszteződésre irányíthatja a közlekedők figyelmét vagy jelentheti a jelzőkészülék üzemen kívüli állapotát is. Az Egyesült Királyságban és Írországban használt pelikán gyalogátkelőhelyen történő gyalogosforgalom lehetőségét a villogó sárga fény jelzi a gépjárművel közlekedők részére. Kanadában a villogó sárga jelentése, hogy vezess óvatosan és ezt kombinálják a villogó pirossal is, ami a kötelező érvényű megállást jelenti a négyirányú kereszteződésekben. Több országban alkalmazzák, így nálunk is, hogy időszakosan zsúfolt útkereszteződésekben forgalommentes időszakban csak a villogó sárga fény működik, felhívva a közlekedők figyelmét arra, hogy ott körültekintéssel haladjanak át.

### Villogó piros fényjelzés
A villogó piros – hasonlóan a folyamatos piros jelzéshez – a kötelező megállást jelenti.

### Kétfényű lámpák

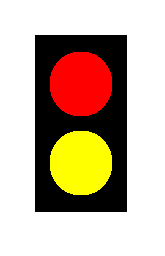
Kétfényű lámpa

Olyan helyeken fordulnak elő, ahol az úttest szükségszerűen keresztez egy villamosvágányt, hasonlóan egy vasúti átjáróhoz. A kétfényű lámpák a gépkocsiforgalom áthaladását engedélyezik vagy tiltják: itt alul szintén egy sárga lámpa villog, ami az áthaladást engedi, de figyelmeztet is a vágányra; ha villamosszerelvény közeledik a lámpa előbb folyamatos sárga lesz, majd átvált a felső pirosra, ekkor a gépkocsiknak az áthaladás idejére meg kell állni.

### Kerékpárutak lámpái
A kerékpárútak lámpái a gépjárművekre vonatkozó háromfényű lámpákhoz hasonlatosak: ugyanúgy piros, sárga, zöld jelzéssel rendelkeznek és ugyanúgy engedik vagy állítják meg a forgalmat, csak maga a lámpaszerkezet kisebb és a lencséken kerékpár-szimbólum látható.

### Gyalogátkelőhely lámpái

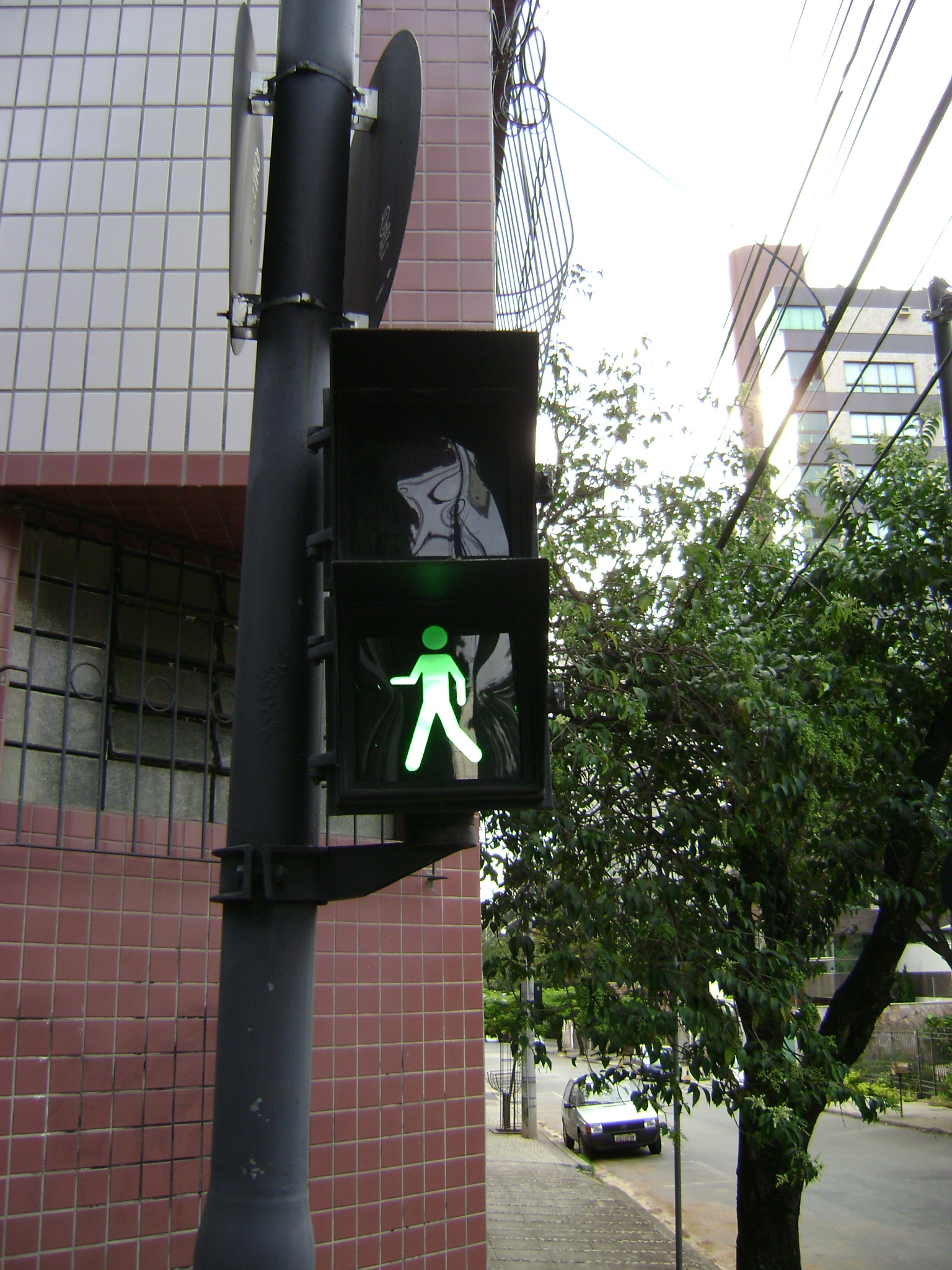
Általános gyalogos lámpa

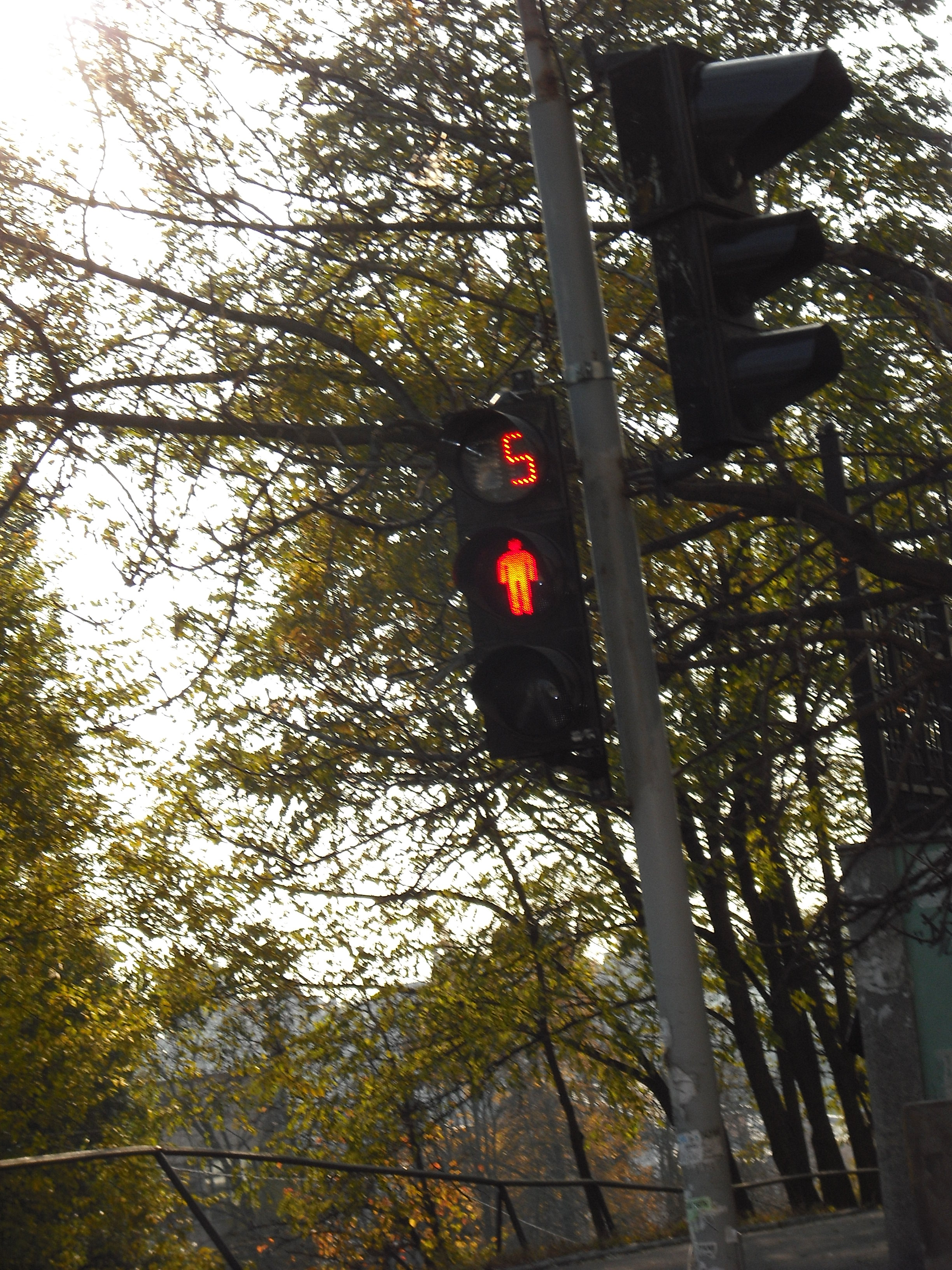
Gyalogos lámpa Kijevben

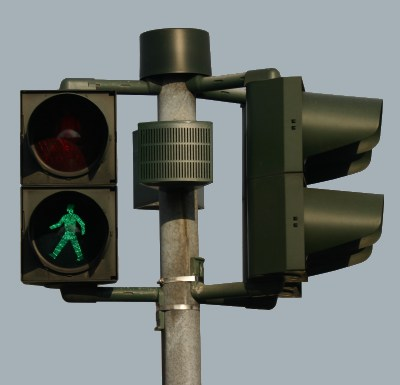
Hangjelző berendezéssel ellátott lámpa vakoknak

A gyalogos közlekedési lámpák általában kétfényűek. A piros jelenti az állj és a zöld a mehetsz jelzést. A zöldnél fontos tudni, hogy a gyalogos körültekintő átkelését hagyja jóvá és ez Magyarországon is érvényes. A lámpáknak általában van villogó, „figyelemfelhívó” üzemmódja is. Az Egyesült Államok, Kanada, Ausztrália és Új-Zéland gyalogátkelőhelyein a lámpák piros fénye villog, míg Európában a zöld teszi ugyanezt, jelezve a forgalmi rend változását. A színeken túlmenően a lámpák ember formájú világító alakkal is szemléltetik a jelzéseket. A sétáló emberalak a zöldhöz, míg az álló a piroshoz ad még nagyobb hangsúlyt. Van olyan berendezés is, amelyik írásos fényjelző berendezéssel működik és „Walk” (mehetsz!) felirattal is kiegészítve működik és több országban hangjelzés is nagy segítséget jelent a látássérültek átkelésében. Magyarországon egyre több helyen távirányítóval vezérelhető hangosbemondó is segíti a látássérültek számára egyértelműsíteni, 
hogy melyik irányban mutat szabad utat a jelzés.

#### Európában
Az európai országokban a gyalogátkelőknél a lámpák általában kettős fényjelző berendezések vagy ritkábban hármasak, de sok esetben csak táblák jelzik azt és általában megengedi a kerékpárosok haladását is egyszerre a gyalogosokkal.
Fényjelzések jelentései:
- Zöld: Körültekintéssel át lehet haladni
- Sárga (ha használja a berendezés): ugyanazt jelenti, mint a villogó zöld (forgalmi rend változás várható)
- Villogó zöld: A gyalogátkelő mielőbbi elhagyását jelzi és már nem lehet megkezdeni az átkelést, ha ez a jelzés van érvényben.
- Piros: Tilos az átkelés

#### Észak-Amerikában

Szöveges jelző (walk/don’t walk)

A legtöbb észak-amerikai gyalogátkelőhelyen a feliratot használó berendezés található (WALK/DON’T WALK, magyarul mehetsz/nem mehetsz jelentéssel). Jelölést alkalmazó berendezések használatával is lehet találkozni, melyek piros tiltó kézjelet és világoskék járó alakot alkalmaznak. Egyre több fajta berendezést telepítenek és van olyan, amely időkijelzővel kiegészítve mutatja a jelzésváltás idejét is.
Fényjelzések jelentései:
- Fehér (járó alak vagy „WALK” mehetsz felirat): Körültekintéssel át lehet haladni
- Villogó piros (álljt jelző kéz vagy „DON’T WALK”, nem mehetsz felirat): A gyalogátkelő mielőbbi elhagyását jelzi és már nem lehet megkezdeni az átkelést, ha ez a jelzés van érvényben.
- Piros: Tilos az átkelés!

## Közlekedési lámpák galériája

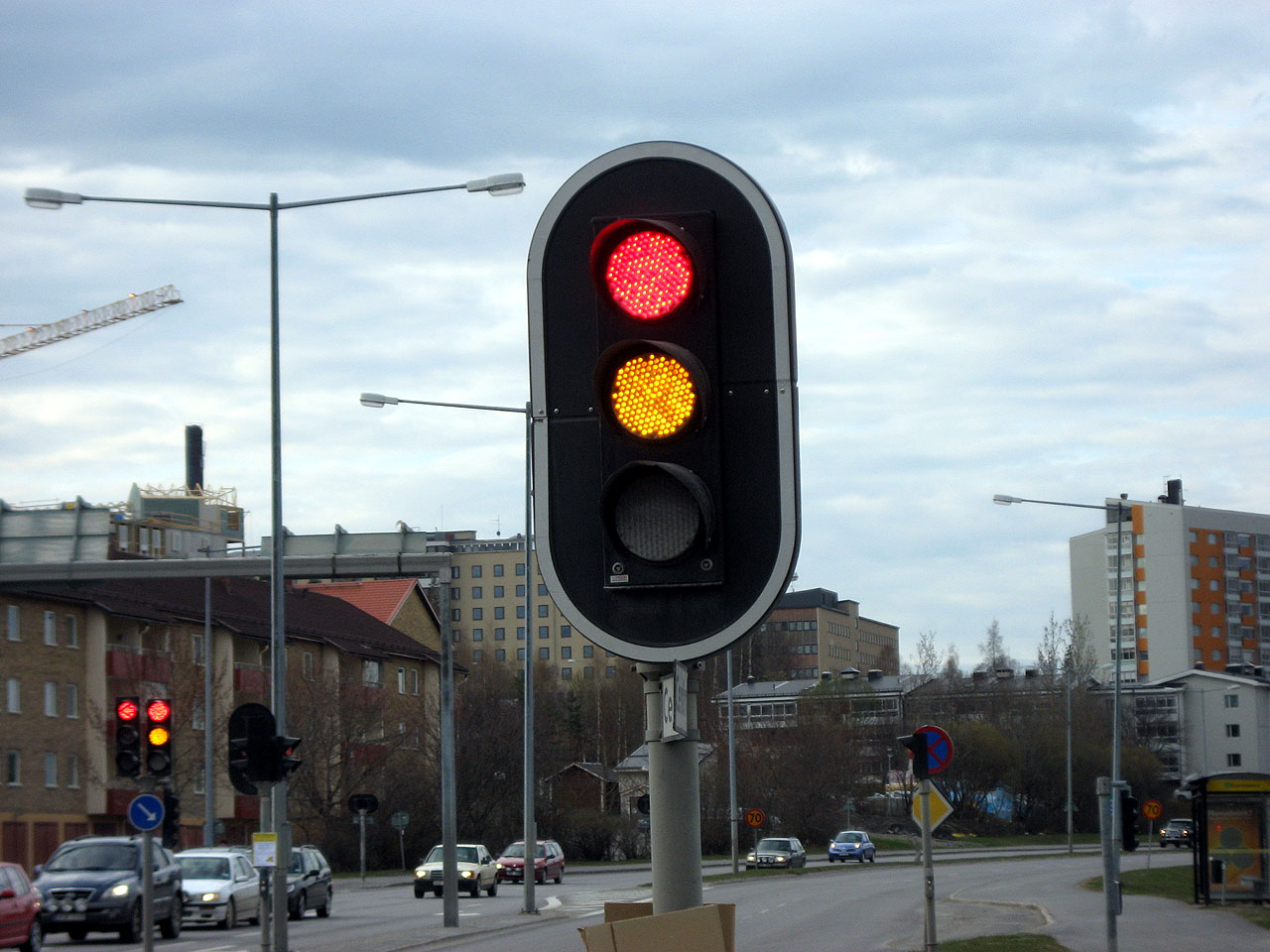
LED közlekedési lámpa piros és sárga jelzéssel (Svédország)
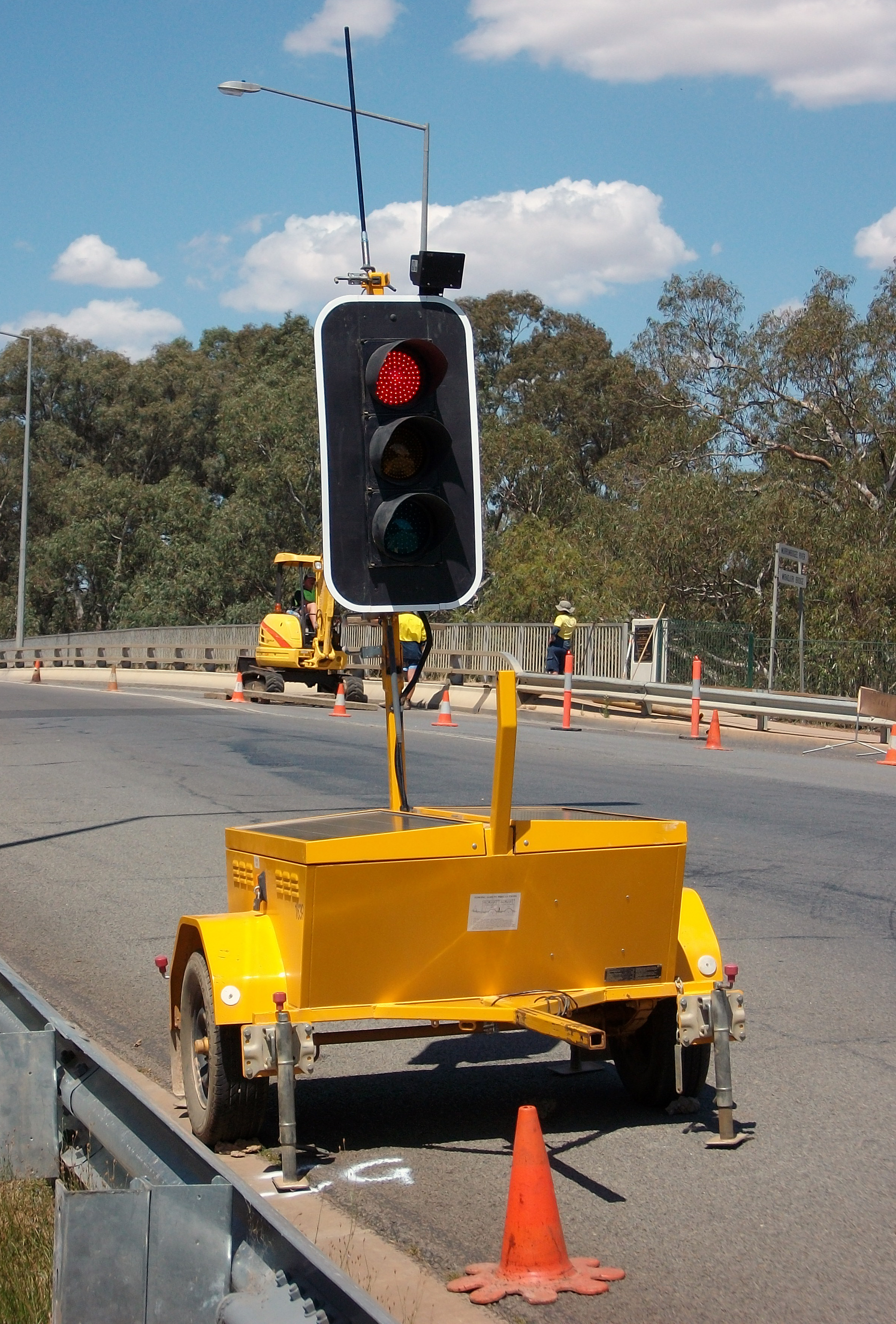
Ideiglenes szenzoros közlekedési lámpa (Ausztrália)
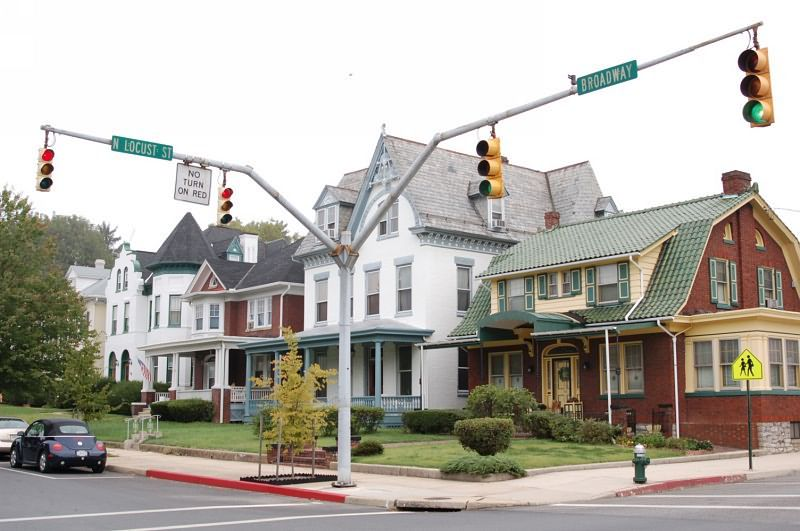
Közlekedési lámpa kisebb útkereszteződésben (Maryland állam, USA)
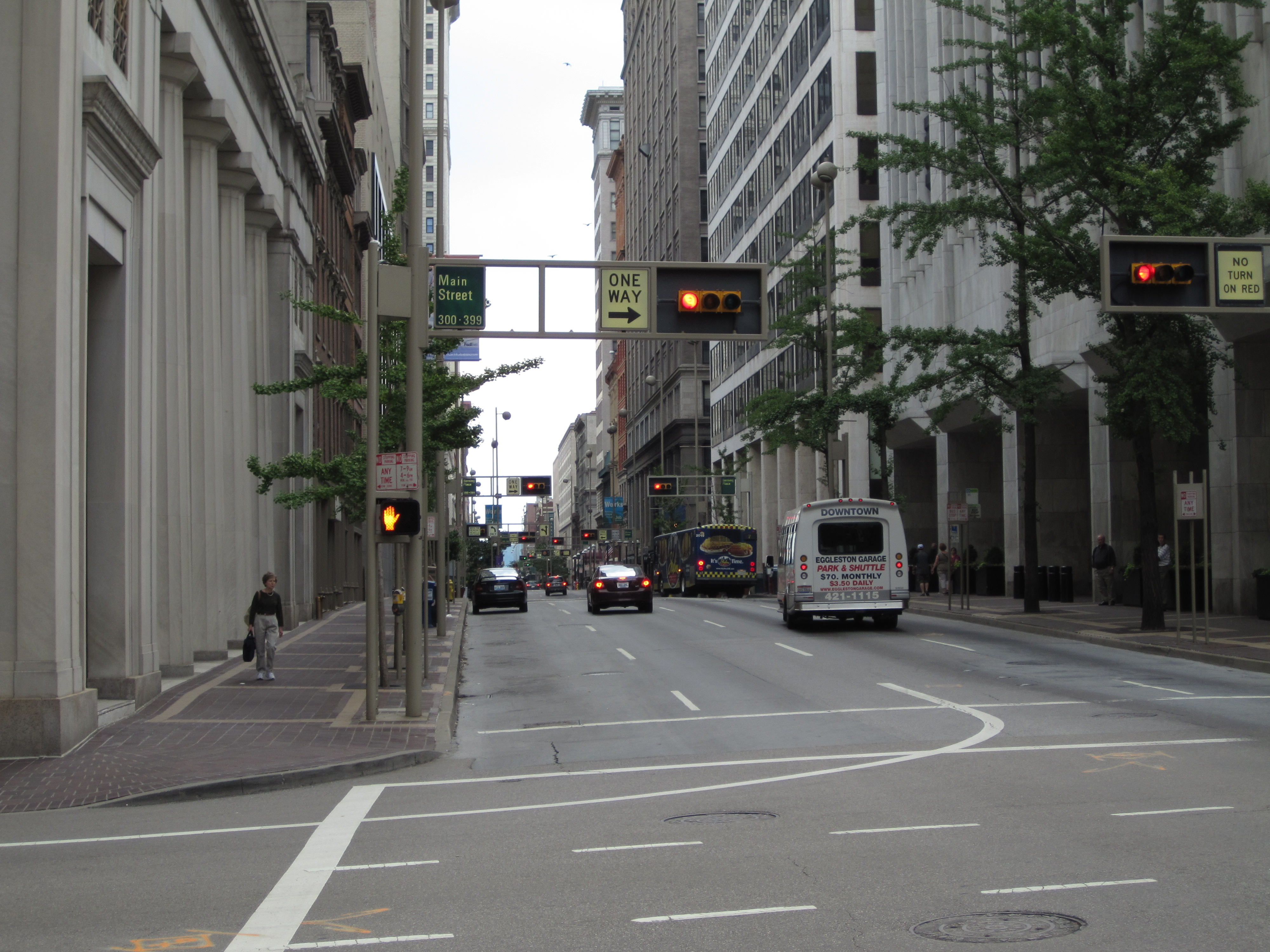
Egy különlegesen szerelt változat (Cincinnati, Ohio állam, USA)
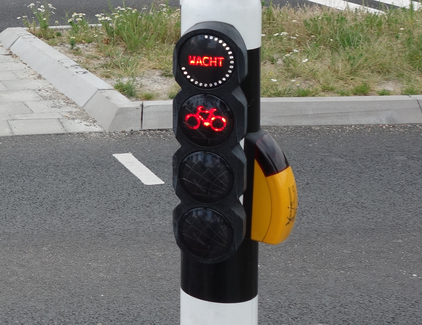
Közlekedési lámpa kerékpárosoknak (Hollandia)

## Fordítás
- Ez a szócikk részben vagy egészben  a   Traffic light című angol Wikipédia-szócikk ezen változatának fordításán alapul.  Az eredeti cikk szerkesztőit annak laptörténete sorolja fel. Ez a jelzés csupán a megfogalmazás eredetét és a szerzői jogokat jelzi, nem szolgál a cikkben szereplő információk forrásmegjelöléseként.